# Лю Жэньхан
Лю Жэньхан (кит. трад. 劉仁航, упр. 刘仁航, пиньинь Liú Rénháng, 1885 — 23 октября 1938) — китайский просветитель, журналист, теоретик утопического социализма. Наиболее известен трактатом Дунфан датун сюэань (东方大同学案, «Разбор восточного учения о Великом единении»), впервые опубликованным в 1926 году.

## Биография

### Империя Цин и Синьхайская революция
Родился в деревне Писян уезда Гуаньху провинции Цзянсу в крестьянской семье, был старшим из четырёх детей. Отец его получил образование и преподавал в сельской школе. Продемонстрировав способности вундеркинда, Лю в 9-летнем возрасте участвовал в предварительных экзаменах для мальчиков (кит. упр. 童子试, пиньинь Tóngzǐ shì), и получил по результатам казённую стипендию для обучения. Изучал Четверо- и Пятикнижие у известного учителя Чжоу Сяньцзюня в Сюйчжоу, высшее образование получал в Нанкине; в Шанхайской школе иностранных языков и Лянцзянском педагогическом училище. После окончания учебного курса стал начальником отдела образования в родном уезде, основал вечернюю школу для крестьян в волости Синьцунь, куда детей принимали бесплатно. С 1908 года руководил средними учебными заведениями в Сюйчжоу, Сучжоу, Нанкине и Шанхае. Имя Жэньхан («Следующий гуманности») принял, прочитав «Учение о гуманности» Тань Сытуна.
Возглавив в 1912 году Седьмое педагогическое училище (ныне педагогический институт Сюйчжоу) и ассоциацию пропаганды демократии, вошёл в конфликт с генералом Чжан Сюнем, и после издания приказа об аресте в 1915 году вынужденно эмигрировал в Японию. К тому времени он был женат на госпоже Ли Юнься из Цинчжоу и имел трёх сыновей и дочь; он испытал серьёзный кризис, когда после смерти матери не смог вернуться на родину на её похороны. Овладев японским языком, Лю Жэньхан переводил различные тексты, включая рассказы Льва Толстого (с японского перевода), сочинения по экономике и проч. Он сблизился с японскими толстовцами, и даже, по некоторым сведениям, крестился. В 1917 году вернулся в Китай, и вошёл в фавор у Ян Сишаня, был назначен инспектором училищ Цзянсу и Шаньси, и советником у губернатора. После ссоры, уехал в деревню и обратился к изучению буддизма. В 1921—1924 годах сотрудничал с Ху Ши, а далее с семьёй переехал в Пекин, где поселился в монастыре Фаюань. В апреле 1924 года в Пекин нанёс визит Рабиндранат Тагор, который встречался с Лю Жэньханом, что нашло отражение в поэзии мыслителя. С 1924 года Лю заведовал газетой Чжунго синьвэнь жибао в Шанхае.

### Китайская республика и японо-китайская война
Во время Северного похода Лю Жэньхан был рекомендован Гу Чжутуном на должность советника Национального правительства в Нанкине, но так и не занял её. Был назначен комиссаром Гоминьдана в Сюйчжоу, и дослужился до генерал-лейтенанта. В 1930—1932 годах он совершил путешествие в Индию, Непал и Юго-Восточную Азию — на родину буддизма, и вошёл в контакт с буддийскими кругами многих стран. Восстановить события этого путешествия почти невозможно, поскольку переписка и дневники были утрачены. Во всяком случае, известно, что 27 марта 1931 года Лю Жэньхан вновь встречался с Тагором, который оставил краткое упоминание об этом, сообщив, что китайский мыслитель планировал поехать в Европу. Эти планы так и не осуществились. После возвращения, обосновался в Шанхае, где занимался переводами и журналистикой, возглавлял среднюю школу (на эту должность его рекомендовал Цай Юаньпэй). Буддийские патриархи Индокитая подарили ему три золотых статуи Будды, священную реликвию — фалангу пальца Будды, и множество священных текстов, которые Лю Жэньхан хранил в основанном им Институте культивирования радости (乐天修养馆); тогда же он принял свой последний псевдоним «Доктор-феминист» (Куньхуа боши). В 1933 году основал еженедельный журнал «Цыхан хуабао» (慈航画报, «Барка милосердия»), который сыграл большую роль в пропаганде китайского буддизма, вегетарианства и ненасилия. В октябре 1934 года журнал закрылся из-за недостатка средств. Лю Жэньхан считал, что идеал Великого единения Конфуция и Кан Ювэя полностью совместим с буддийским учением, во время пятой сессии ЦИК Гоминьдана четвёртого созыва (1934 год) попытался огласить на заседании петицию о внедрении принципа Великого единения в международных отношениях.
В течение 1920—1930-х годов Лю Жэньхан опубликовал более 30 оригинальных и переводных сочинений по утопическому социализму, нетрадиционной медицине, буддизму, йоге (трактат об этой последней был переведён с американского издания). Свой главный труд Дунфан датун сюэань Лю публиковал с продолжением в газете «Шэньбао», которую редактировал. В тот период он сблизился с кругом Кан Ювэя и Лян Цичао, и пропагандировал их взгляды; категорически отверг Октябрьскую революцию в России, считая коммунистическую идеологию неприемлемой для Китая. Тем не менее, он попытался реализовать свои взгляды в родной деревне на практике, где создал утопическую коммуну Великого единения (кит. 大同村). После начала японо-китайской войны начал активную пропагандистскую кампанию, добрался до Особого района Китая, и был принят Чжоу Эньлаем и Дун Биу. В 1938 году распродал всё семейное имущество в родной деревне (родительский дом и 11 му земли — около 0,67 га) и все средства пустил на благотворительность жертвам войны. После битвы за Тайэрчжуан Лю Жэньхан эвакуировался в Ухань, и принял решение переехать в Чунцин, продолжать патриотическую кампанию. 23 октября 1938 года судно, на котором плыл Лю Жэньхан, в Ичане попало под японскую бомбардировку, и он погиб. Семья Лю Жэньхана оставалась в оккупированном японцами Нанкине, причём его вдова до самой своей кончины в 1970 году не верила в его смерть, ибо считала, что он уехал в Индию, стал монахом и обрёл просветление. В мае 2018 года ещё была жива их дочь — 94-летняя Лю Куньхуа.

## Идеи
Первый вариант труда всей своей жизни — «Разбор восточного учения о Великом единении» — Лю Жэньхан закончил в 1918 году, и сильно переработал в 1924-м. Окончательный текст увидел свет в 1926 году в шанхайском издательстве «Чжунхуа шуцзюй», и составил почти 700 страниц самого разнообразного содержания. Придерживаясь буддийского взгляда на мир, из всех направлений буддийской философии Лю особое место отводил аватамсаке. В своём трактате он даже описывал побудительные мотивы к написанию труда: некогда его посетило видение, в котором таинственный человек поведал истину, «глубина и высота которой неисследимы» в форме детской считалочки, смысла которой понять было совершенно невозможно.
Трактат Дунфан датун сюэань состоит из шести свитков-цзюаней, структура которых весьма дробна и многопланова. В книге много таблиц, описаны уровни буддийского мироздания, изложена история развития мировой науки, впервые в Китае описана генетика (на материале мутации дафний), проводится сравнение обычаев и национального характера китайцев и европейцев. Лю Жэньхан провёл сравнительное исследование религиозных доктрин древнего и современного Китая (конфуцианство, даосизм, буддизм и моизм) с современным ему христианством, социализмом и анархизмом (в версии Кропоткина). С точки зрения Лю Жэньхана, изначально прогрессивное конфуцианство превратилось в аналог римской католической церкви и остановило эволюцию в Китае. При этом изначальное конфуцианство сформулировало социалистический идеал Великого единения, который сопоставим с даосским (Лао-цзы и Чжуан-цзы), но более практичен. Лю Жэньхан, как и Кан Ювэй (который, упоминается в тексте только один раз) считал, что религиозные и этические ценности носят исторический характер, поэтому «частная» сыновняя почтительность будет заменена на всеобщую; а функции семьи примет на себя общество. Лю Жэньхан занял принципиально феминистскую и пацифистcкую позицию, исходя из своих буддийских убеждений. С его точки зрения военный и мясник нисколько не отличаются друг от друга. Равенство женщин должно проявляться в первую очередь в профессиональной сфере, свои права — и прежде всего на свободу — должны получить и дети. Феминизм Лю Жэньхан отстаивал всеми мыслимыми методами: согласно его мнению, матриархат является искуплением человечества, погрязшего в желаниях и отяготившего свою карму, а значительная часть пассажей, посвящённая описанию человечества будущего, посвящена преимуществам матриархата. Параллельно излагаются: теория групп крови, вопросы декриминализации гомосексуализма и эвтаназии, а также проповедовалась евгеника, большим поклонником которой он был. В мире освобождённого человечества будут практиковаться групповые браки и свободная любовь, причём партнёра будет выбирать женщина.
Лю Жэньхан написал своего рода «историю будущего», наметив схему развития человечества к высшему уровню своего существования. Как и Кан Ювэй, он не рассчитывал достигнуть его во время собственной жизни. Между древним Великим единением (раем, из которого человечество было изгнано) и конечной целью развития — новым Великим единением, лежат шесть промежуточных стадий, длительность которых нельзя предсказать, поскольку они сменяют друг друга со скоростью природного процесса и подчинены естественным законам:
1. Эра материализма: бурное развитие естественных наук, новые открытия позволят человечеству полностью завоевать природу на всех шести материках, в океанах и воздушном пространстве.
2. Эра нового человечества: развитие евгеники позволит вывести прекрасных мужчин и женщин, отобрав только самых здоровых и красивых, и отсеяв дурных.
3. Эра феминизма: подавление патриархата, создание новой «материнской культуры». Только тогда может быть уничтожена способность человека к убийству.
4. Эра изящных искусств: развитие искусства приведёт к тому, что Земля станет частью небесного мира, где по одному лишь желанию даруется любое наслаждение[Прим. 3].
5. Эра сообщения со всеми небесными сущностями: наука позволит достигать любых небесных тел, что для земной цивилизации будет сравнимо с открытием Америки.
6. Эра, в которой каждый человек станет бессмертным и буддой: люди превратятся в небожителей и преодолеют все десять сторон Вселенной[19].

Вольфганг Бауэр считал, что Лю Жэньхан был знаком с концепцией далёкого будущего Кан Ювэя, в которой также шла речь о космических перспективах человечества. Был он знаком и с Чжан Бинлинем, который предложил радикальную концепцию освобождения человечества, путём его демилитаризации, отрыва от материального мира и превращения в сонм Будд.
Лю Жэньхану было очевидно, что Китай отстал от передовых стран Запада по всем параметрам, и потому его трактат завершается призывом явиться «Новому Чингисхану восточной цивилизации», который ввергнет мир в руины, как это описано в романе Г. Уэллса «Война в воздухе», а на пепле старины взойдёт росток нового Великого единения и начнут сменять друг друга установленным порядком миры-эпохи.
Далеко не все части трактата Лю Жэньхана носили утопический характер. По мнению У Ицяо, он разработал оригинальную концепцию сельского строительства, которое, отчасти, предвосхитила социалистические эксперименты в Китае. Так же, как и Лян Шумин или Сунь Ятсен, он считал китайскую цивилизацию аграрной, в которой деревня является фундаментом общества. Собственно, его коммуна Великого единения была попыткой выстроить самоуправляемое сообщество на основе традиционных китайских добродетелей, в которой буддийское учение поможет «очистить души», а межличностная гармония снимет проблему неравенства в потреблении и принуждения. Лю Жэньхан осознавал, что модернизация — это синтез традиции и современности, а не их противостояние и разрушения. Отчасти, это стало причиной оживления интереса к наследию Лю Жэньхана в 2000-е годы.

## Издания трудов и переводов
- Tuōěrsītài duǎnpiān : [Рассказы Толстого в переводе Лю Жэньхана] :  [кит.] / Tuōěrsītài zhe; Liú Rénháng yì. — Shànghǎi : Gōngmín shūjú, 1921年. — 64 p. — (Wényì cóngshū; dì 3 zhǒng). — 託爾斯泰短篇劉仁航譯, 上海 : 公民書局, 1921, 64页, 文藝叢書 ; 第3種.
- Mínfǎ yǔ shèhuìzhǔyì : [Гражданское право и социализм: сочинение Окамура Цукаса в переводе Лю Жэньхана и Чжана Минцы] :  [кит.] / Gāngcūn Sī; Liú Rénháng, Zhāng Míngcí tóngyì. — Shànghǎi : Shāngwù yìnshūguǎn, 1933年. — 200 p. — Ориг.: 岡村司著; 劉仁航, 張銘慈同譯 《民法與社會主義》上海 : 商務印書館, 1933, 200页.
- Chán yǔ jiànkāng : [Просветление и здоровье: трактат Хорюти Бундзиро в переводе Лю Жэньхана] :  [кит.] / Juénèi Wéncìláng yuánzhù; Liú Rénháng yì. — Shànghǎi : Fóxué shūjú, 1934年. — 117 p. — Ориг.: 崛內文次郎原著 ; 劉仁航譯  《禪與健康》上海 : 佛學書局, 民國23 [1934], 117页.
- Liú Rénháng. Lěngshuǐ yù : [Обливание холодной водой] :  [кит.]. — Chángshā : Shāngwù yìnshūguǎn, 1939年. — 51 p. — Ориг: 劉仁航 《冷水浴》長沙 : 商務印書館, 民國28 [1939], 51页.
- Liú Rénháng. Dōngfāng dàtóng xuéàn : Shàngxià juǎn : [Разбор восточного учения о Великом единении, Т. 1—2] :  [кит.]. — Shànghǎi : Sānlián shūdiàn, 2014年. — 376, 304 p. — Ориг.: 刘仁航 《东方大同学案》上下卷 上海三聯書店, 2014, 376 + 304页. — ISBN 978-7-5426-4608-8.